# Hakim Jami
Hakim Jami (* um 1941; † 19. Dezember 2021 in Kingston (New York)
) war ein US-amerikanischer Jazzmusiker (Kontrabass, Tuba, Euphonium).
Jami spielte in den 1970er-Jahren Tuba und Euphonium in der New Yorker Loft-Szene mit Musikern wie Archie Shepp (Attica Blues), Don Cherry und Sun Ra (What Planet Is This?). Erste Aufnahmen entstanden 1970 mit Ted Daniel (Ted Daniel Suite), in dieser Zeit auch mit Byron Morris. Ab 1997 war er Bassist im Trio von Hilton Ruiz sowie in den Bands von Kalaparusha Maurice McIntyre (Chasing the Sun) und  Roland Alexander (Live at the Axis). 1979 trat er mit Archie Shepps  Attica Blues Big Band auf. In den 2000er-Jahren legte er, inzwischen in Detroit lebend, mehrere Alben unter eigenem Namen vor; des Weiteren arbeitete er mit Skeeter C. R. Shelton und Anthony Braxton (Composition No. 19 (For 100 Tubas), 2006). Im Bereich des Jazz war er laut Tom Lord zwischen 1970 und 2007 an 14 Aufnahmesessions beteiligt, zuletzt mit Salim Washington (Strings). Jami erlitt in den Monaten vor seinem Tod einen Schlaganfall.

## Diskographische Hinweise
- Hakim Jami & Revelation Ensemble Featuring James „Blood“ Ulmer: Revealing (Reparation Records, 2003), mit Skeeter C.R. Shelton, Sean Dobbins
- Hakim Jami and the Street Band – Volume 1 (Reparation Records)
- Hakim Jami and the Street Band – Volume 2 (2004), mit Abdul Wali, Charles Hopkins, Faruq Z. Bey, Skeeter Shelton, Ajaramu Shelton, Howard Birdsong, Roy Brooks